# Grimm (band)
Grimm is een Nederlandse folkloristische heavymetalband uit Noord-Brabant. De band wordt gekenmerkt door zowel heldere zang als traditionele 'blackmetalkrijsen' en teksten die vaak over heksen en middeleeuwen gaan. Grimm heeft inmiddels verschillende albums, promo's en ep's uitgebracht. De band kan gezien worden als een van de eerste folkmetal-artiesten. In Nederland heeft de band veel invloed gehad op de stijl.
Sedert 1998 is Grimm een bekend gezicht in de Nederlandse, Duitse en Scandinavische black metal en folk underground. De band heeft verschillende bezettingen gehad. 
Eind 2010 vertrok oprichter en zanger-gitarist Heer Antikrist en besloten de overige bandleden verder te gaan. Er werd echter geen nieuwe muziek meer aan de bestaande discografie toegevoegd en vanwege onderlinge meningsverschillen besloot de band in 2013 om de stekker eruit te trekken. 
Momenteel gaat de band door als soloproject van Heer Antikrist, ook wel bekend onder de naam Johnny Hällström. Hij werkt momenteel aan heropnamen van de debuutplaat "Dark Medieval Folklore". Of er nog nieuwe muziek van Grimm zal verschijnen is onzeker.

## Discografie
- 1998: Grimm Demo
- 2000: Lasterkwaad
- 2004: Pagan Folk Metal
- 2005: Live in Eindhoven
- 2006: Dark Medieval Folkore
- 2007: Heksenkringen
- 2009: Ter Galge